# Настоящие сверчки
Настоящие сверчки (лат. Gryllidae) — семейство прыгающих прямокрылых насекомых. Широко известны два вида сверчков Acheta domesticus (домовый сверчок) и Gryllus campestris (полевой сверчок).

## Описание
Преимущественно крупные или средних размеров прямокрылые насекомые. Тело толстое с 2 нитями на конце. Вершина брюшка не специализированная. Надкрылья короткие. У одних представителей семейства надкрылья и крылья развиты хорошо, у других же — укорочены или полностью отсутствуют. Крылья, если они развитые, сложенные продольно. Оба передних крыла характеризуются резко выраженными стридуляционными жилками. Задние крылья в покое сложены таким образом, что выглядывают из под передних, как два острия. Лапки трёчлениковые. Голова гипогнатического типа — с ротовыми органами, обращёнными вниз. В профиль голова округлая, иногда спереди она может быть уплощена и нести на себе различные выросты. Переднеспинка квадратная или поперечная. Второй членик лапок узкий. Метанотальная железа и её аналоги отсутствуют. Гениталии самцов с отчлененными рамусами и резким направляющим стержнем (виргой); сперматофорный мешок крупный. Яйцеклад у самок длинный, с гладкой или зазубренной вершиной. Отверстия тимпанального органа овальные или редуцированы.
Живут на поверхности почвы, в укрытиях и норках, щелях, под камнями. Крыльями пользуются редко, перемещаются преимущественно при помощи ног — небольшими перебежками или прыжками. Питаются в основном растениями, но могут поедать других мелких беспозвоночных и мягкие ткани с мёртвых беспозвоночных, также способны к каннибализму (взрослые поедают кладки и молодняк). Самки откладывают яйца летом по одному или маленькими кучками во влажные расщелины и трещины почвы.
У сверчков хорошо развита акустическая коммуникация. Самцы производят громкие звуки трением надкрылий. Стридуляция производится при помощи обоих крыльев. Самцы издают звуки, потирая стрекотательным канатиком у основания одного надкрылья о зубцы на поверхности другого. При поднимании вверх дрожащих оснований надкрыльев возникает резкое вибрирующее движение. Оно и является причиной возникновения звука. Подавать сигналы способны только половозрелые самцы. Издаваемые сверчками сигналы служат для привлечения самок, для ухаживания за самкой или для отпугивания других самцов.
Эймос Эмерсон Долбеар выявил связь между количеством стрекотаний сверчка в минуту и температурой воздуха, и это курьезное открытие назвали законом Долбера. Свои открытия ученый опубликовал в статье «Сверчок как термометр».

## Подсемейства и роды
Свыше 2300 видов в составе около 90 родов, главным образом в тропиках и субтропиках. На территории России около 50 видов.
- Brachytrupinae
  - Anurogryllus Saussure, 1877
- Gryllinae
  - Acheta Linnaeus, 1758
  - Gryllita Hebard, 1935
  - Gryllodes Saussure, 1874
  - Gryllus Linnaeus, 1758
  - Miogryllus Saussure, 1877
  - Teleogryllus Chopard, 1961
  - Velarifictorus Randell, 1964
- Gryllomiminae
- Gryllomorphinae
- Itarinae
- Landrevinae
- Oecanthinae — Стеблевые сверчки
- Sclerogryllinae

## Сверчки и человек
В Северной Америке сверчки используются человеком в качестве наживки при ловле рыбы, в Азии — в качестве пищи, а также массово содержится и разводится в различных странах мира как живой корм для домашних животных, например, рептилий. Помет сверчков может использоваться как удобрение.
В Китае распространены бои сверчков — состязания специально обученных самцов сверчков, которых стравливают друг с другом. Это азартный вид спорта, где наблюдатели часто (а в новейшей истории практически всегда нелегально) делают ставки на победу одного из насекомых. Согласно сохранившимся письменным источникам наложницы императоров из династии Тан (618—907 годы) помещали сверчков в небольшие золотые клетки и брали в постель, чтобы слушать их пение ночью. Чуть позже, уже во времена династии Сун (960—1279 годы), в среде китайской знати стали набирать популярность схватки между этими насекомыми, а вскоре подобная забава стала распространяться и среди обычных людей. Во второй половине XIII века премьер-канцлер империи Сун Цзя Шидо разработал подробные правила проведения поединков, многие из которых используются до настоящего времени. Более того, как утверждает ряд историков, именно его одержимость боями сверчков привела к краху империи. Во время Культурной революции в Китае (1966—1976 годы) схватки насекомых были запрещены, как чуждое пролетариату развлечение. Сейчас же наблюдается новый рост интереса к этому элементу древних китайских традиций.
Содержатся любителями насекомых, земноводных и пресмыкающихся в инсектариях, террариумах и акватеррариумах.
Издавна сверчки были популярны на Руси, в Южной и в Восточной Азии при содержании в небольших садках, привлекая любителей своим стрекочущим «пением».